# 吴宗鹏
吴宗鹏（1909年—1969年6月11日），武汉市洪山区左岭镇上街村人，中华人民共和国高级党政干部。

## 生平
生于雇农之家,半岁丧父,靠母亲纺织维生。6岁开始放牛、做长工、卖短工、当店员。
后参加中央红军。抗战时期在平西、冀东历任八路军教导员、团政委。
抗战胜利后，率部队出关。所部第18团留在锦州市，扩建为第64、65、66、67、68、69共六个团。1945年9月底，上述六个团及五个直属营，奉命组建东北人民自治军第二十二旅，旅长周家美，政委吴宗鹏，副旅长宋国祥，共15000人。1945年10月下旬，第22旅分出第30旅。第22旅八千人在锦州地区和延安赴东北的八路军警一旅第一团合编，仍为第22旅，旅长欧致富、政委陈志彬、副旅长周家美、副政委吴宗鹏、政治部主任龙标桂。1946年1月2日，第22旅、30旅及27旅合编为热辽纵队，后沿革为东北民主联军第八纵队、中国人民解放军第四十五军。
1946年任中共阜新工委书记、阜新卫戍区司令员兼政委、松江军区政治部组织部长、东北野战军政治教导团副团长。
1949后任广西柳州铁路军事代表兼交通接管部部长、柳州铁路分局第一副局长。1951年春任内蒙库图段工程处处长、铁道部第十工程局局长。1954年10月任中国交通工程公司102工程总队总队长援越.1955年6月回国任铁道部第六工程局副局长、海拉尔铁路工程局党委书记兼局长、铁道部第三工程局党委书记。1965年赴杭州任铁道部“四清”工作团团长。1965年5月任铁道部西北铁路建设工作组副组长。